# Heksenprocessen te Peelland

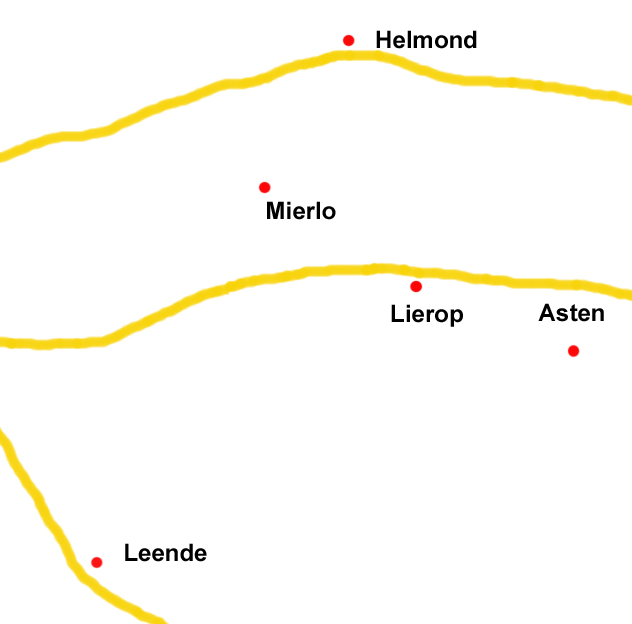
Kaartje met Asten, Mierlo, Lierop en Leende

De reeks van heksenprocessen in Peelland die rond 1595 gevoerd werden, spreidden zich uit van de Peel tot de Meierij van 's-Hertogenbosch. Dit gebied lag in de Spaanse Nederlanden en viel onder het gezag van Brussel. De processen werden gevoerd door lokale schepenbanken en feodale hoven.
Enkele beschuldigden werden tijdens de processen aan de waterproef onderworpen. Als ze die niet doorstonden, werden ze gemarteld. Vaak bekenden ze echter al vóór de marteling. Ook stierf er een vrouw tijdens de foltering. De beschuldigden werden tijdens de marteling gedwongen om toe te geven dat zij een ketters verbond met de duivel hadden gesloten en zelfs geslachtsgemeenschap met hem hadden gehad en met hem hadden gedanst tijdens de heksensabbatten, samen met andere heksen. Zij werden gedwongen om de namen van die andere heksen te noemen. Hierdoor ontstond een keten van processen. In totaal werden in drie maanden tijd 38 vrouwen en 2 mannen beschuldigd: er zouden uiteindelijk 25 vrouwen zijn omgekomen, waarvan 23 op de brandstapel.
Vanuit de hogere overheden werden de processen als onrechtmatig gezien en vormden ze de aanleiding tot het aanscherpen van de rechtsregels bij heksenprocessen en het afschaffen van de waterproef.

## Aanleiding en processen
De streek was in de vroegmoderne periode zwaar geteisterd. Ziekte, oorlog en machtswisselingen eisten hun tol van de bevolking. Ze viel in 1595 onder de meierij van 's-Hertogenbosch, deel van het Hertogdom Brabant, dat zelf onder het oppergezag van de Koning van Spanje ressorteerde. In 1592 had koning Filips II van Spanje een waarschuwing doen uitgaan wegens toegenomen hekserij en de kerkelijke en wereldlijke overheden opgeroepen om de toverij uit te roeien. Ook moesten zij niet meer wachten op aanklachten vanuit het volk (accusatoir recht), maar zelf actief zoeken naar verdachte personen (inquisitoir recht). Dit advies werd door de autoriteiten opgevolgd en er werden in de Peel vele heksen opgepakt.

### Processen in Cranendonck
Op 14 juni 1595 beklaagde Margriet Brycken zich bij de autoriteiten van de heerlijkheid Cranendonck, dat een dorpsgenoot uit Soerendonk kwaad sprak over haar. Hij beschuldigde haar van tovenarij: ze zou er met bovennatuurlijke krachten voor hebben gezorgd dat zijn graanvoorraad bedorven raakte. Margriet wilde zich hiertegen verdedigen, want wie zich destijds niet verweerde tegen dit soort beschuldigingen, stemde in. Margriet en de dorpsgenoot werden beiden in gevangenschap genomen en ondervraagd. Uiteindelijk delfde Margriet het onderspit omdat slechts een vrouwelijke getuige van de vijf aangevoerde getuigen haar verhaal onderschreef: volgens het oordeel van de rechtbank waren er twee vrouwen nodig om het woord van een man, de dorpsgenoot, tegen te spreken. De dorpsgenoot werd door de schepenen van Soerendonk en Maarheeze vrijgelaten.
Dan draaide de drossaard van Cranendonck, Hendrik Hovelmans, de rollen om en werd Margriet door hem aangeklaagd voor tovenarij. Ook haar dochter Heylken werd verhoord en men kwam tot de conclusie dat Margriet haar verderfelijke kennis aan haar dochter had doorgegeven. Op de pijnbank bevestigde Margriet vervolgens meerdere namen die haar dochter eerder al had genoemd, waarmee een keten van processen in werking werd gezet. Naast Margriet en haar dochter Heylken, zou op 6 juli 1595 ook Jenneken inde Cramer op de brandstapel de dood vinden: zij werd door moeder en dochter aangewezen als lerares, de spil van de heksen in Soerendonk.
Twee maanden later werd in Maarheeze Hendrixken Delyen gevangengenomen: zij was een van de heksen die werden aangewezen in het eerdere proces van Margriet en haar dochter Heylken. Hendrixken werd daarop opgesloten op de korenzolder van het Huis van Cranendonck, het kasteel van de drossaard, alwaar zij zelfmoord pleegde door ophanging voordat zij kon worden gemarteld.

### Processen in Leende, Mierlo en Lierop

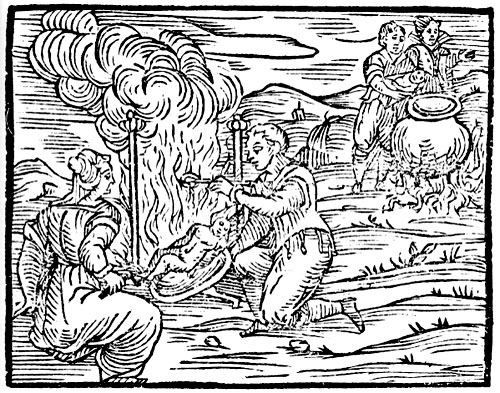
Heksen bezig met baby´s te koken om aldus vliegzalf te bereiden

Jen (Jenneke) Goessens uit Leende werd van hekserij beschuldigd en bij de waterproef bleef ze drijven, waarmee haar schuld vaststond. Bij het verdere verhoor werd zij gedwongen om de namen van andere heksen te noemen, waarop acht arrestaties in Mierlo en zeven in Lierop volgden. Binnen een week werden de vonnissen uitgevoerd: in ieder geval vijf vrouwen werden in Mierlo op 18 september 1595 terechtgesteld. De vrouwen werden eerst gewurgd en daarna verbrand, mogelijk bij de Hoenderboom op de Strabrechtse Heide. Uiteindelijk werden er na beschuldiging door de heer van Mierlo vijftien vrouwen terechtgesteld in Mierlo en Lierop.
Griet Mijnsheren, een demente vrouw die men had beschuldigd van het bewaren van een pot met babyvet, werd zelfs niet eerst gewurgd maar levend verbrand. Het babyvet (gemaakt door het koken van pasgeboren en ongedoopte jongetjes) zou door de heksen gebruikt worden in de vliegzalf waarmee ze naar verafgelegen heksensabatten zouden kunnen vliegen.

### Eindhoven
Bij de processen in Mierlo werd gewezen naar een vrouw uit Eindhoven, wier naam ook eerder al bij de processen in Cranendonck viel. De beschuldigde Heylwich Reijnders werd echter tijdig gewaarschuwd en sloeg op de vlucht naar Den Bosch, waar zij zich overleverde aan de bisschop van 's Hertogenbosch, Ghisbertus Masius. Bij hem zocht ze bescherming en stelde ze zich ter purge. De bisschop vond de kerk inderdaad de aangewezen instantie om de beschuldiging van hekserij te onderzoeken: Hovelmans (de drossaard van Cranendonck) stelde haar daarna niet officieel in staat van beschuldiging: hij moest zich voor de zaak verantwoorden voor de procureur-generaal van de Raad van Brabant en trok zich uiteindelijk terug.

### Processen te Asten

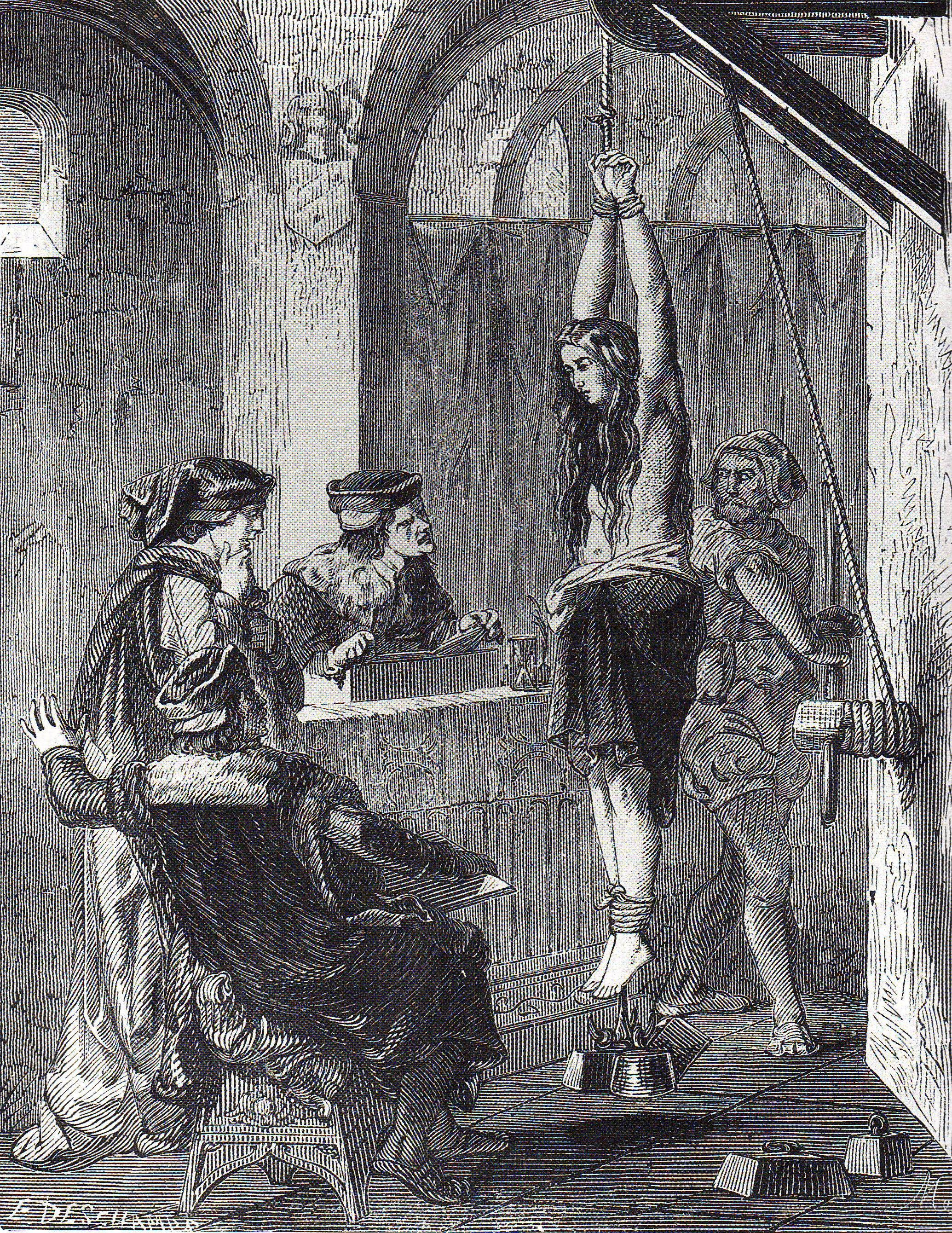
Marteling door ophanging aan de wipgalg

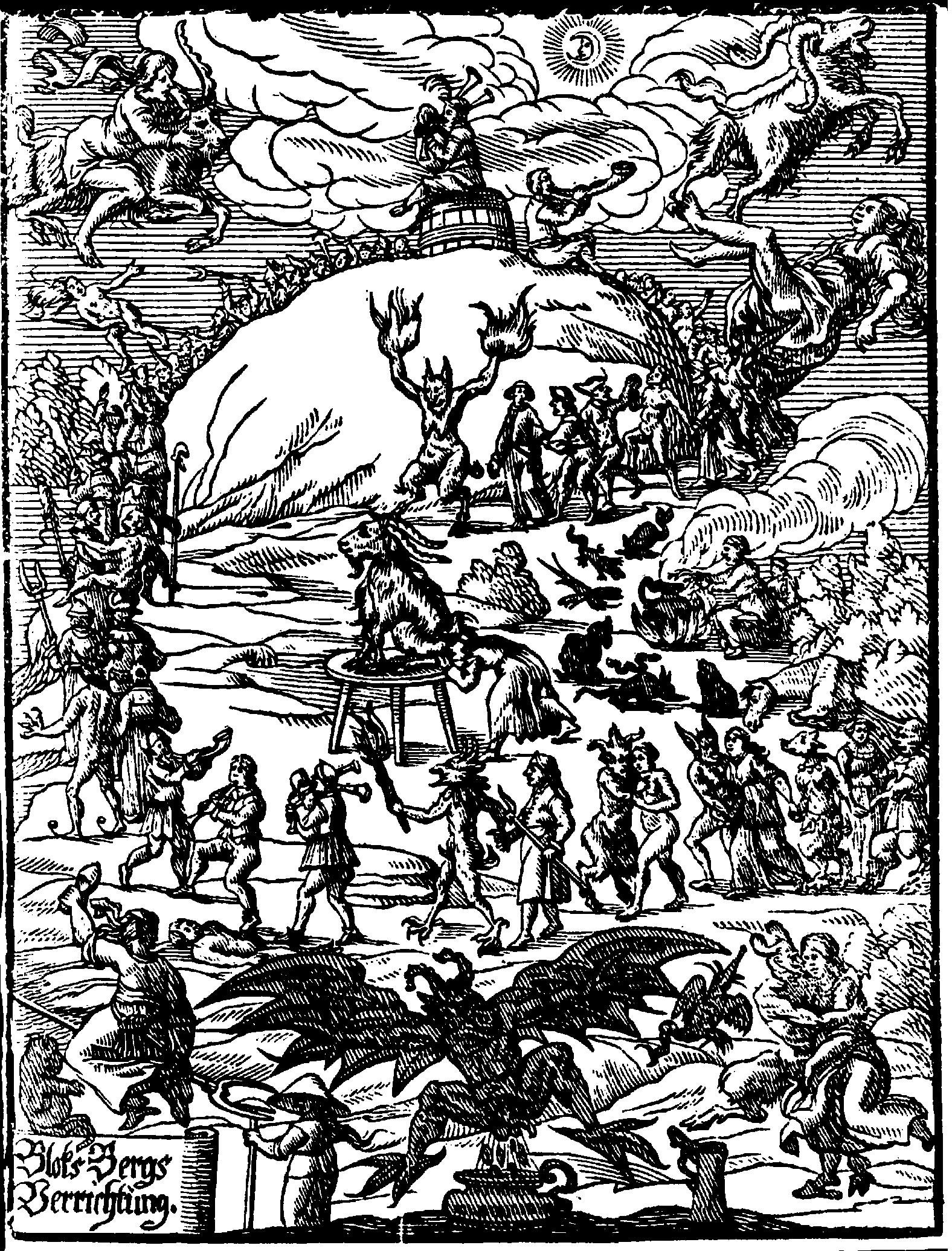
Praetorius, heksensabbat op de Bloksberg

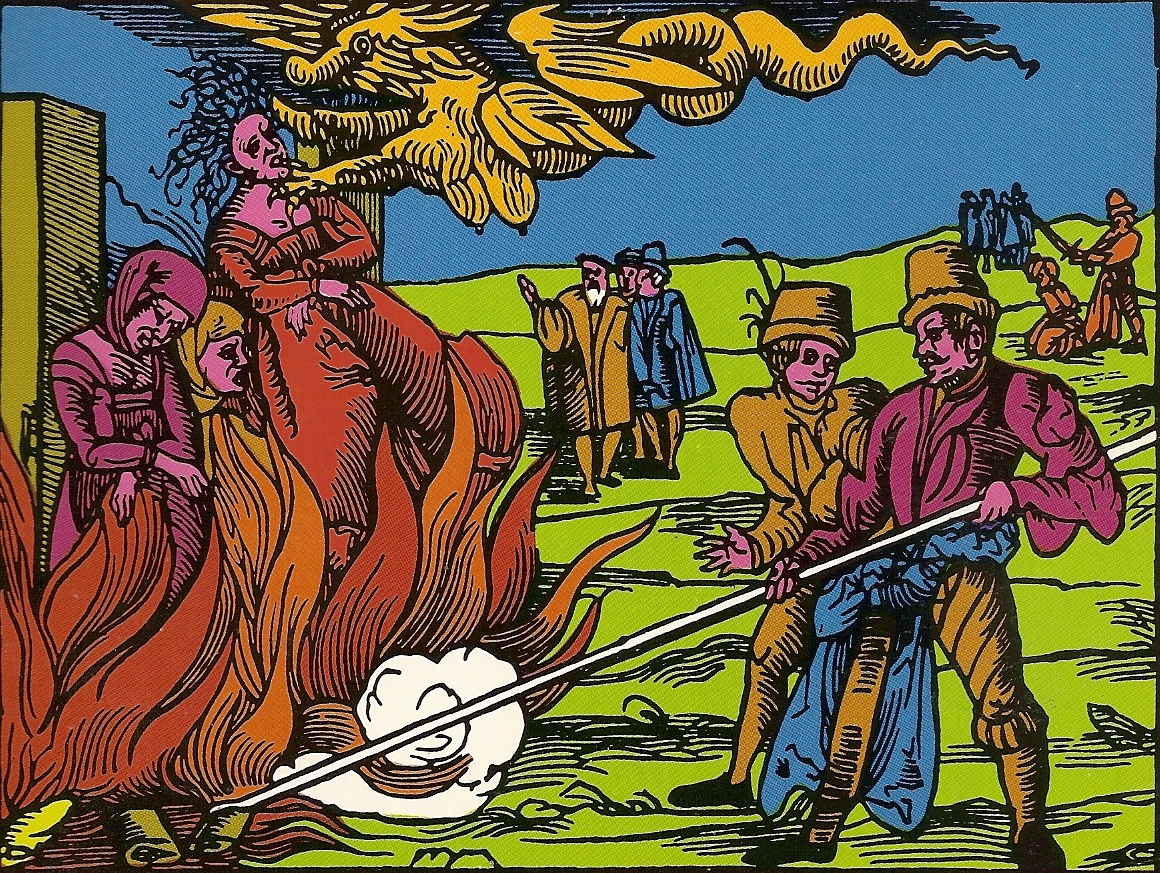
Afbeelding van heksenverbranding uit de Heksenhamer

De beschuldigden uit Lierop en Mierlo hadden onder foltering de namen genoemd van twee mannen uit Asten, namelijk Claes Beusen en Peter Ceelen en van de twee vrouwen Goedele Diepenbeek-Zanders en Anna Ceelen. De nieuwbakken kasteelheer van Asten, Bernard van Merode, kwam in actie en liet hen gevangennemen. Ook zij werden aan de waterproef onderworpen. Peter Ceelen ging onder en werd vrijgelaten. Claes Beusen en de twee vrouwen bleven drijven en werden gefolterd. Zij gaven daarbij drie andere vrouwen aan. Anna Ceelen stierf op het kasteel aan de gevolgen van de foltering. De drie vrouwen die ze hadden aangegeven waren echter van goede naam en niet onbemiddeld. Mogelijk was Bernard van Merode uit op confiscatie van hun bezit. 
Jutta Verschueren, de dienstmeid van de pastoor van Mierlo, werd opgepakt. Zij zou een kind door liefkozing behekst hebben. De heer van Mierlo (Erasmus van Grevenbroek) had zij willen beheksen door middel van de peren die zij hem gegeven had. Tijdens de pijnlijke ondervraging (marteling) gaf zij toe een verbond met de duivel te hebben gesloten en noemde zij de namen van diverse vrouwen uit Den Bosch, waarmee ze tijdens de heksensabatten gedanst zou hebben. Ook noemde zij de namen van enkele vrouwen uit Mierlo. Ook deze vrouwen werden gefolterd en noemden weer nieuwe namen. De pastoor van Mierlo probeerde zijn dienstmeid Jutta en de andere gevangenen te helpen. Hij bezocht het kasteel in Mierlo en kreeg van een gevangene te horen: Lieve heere pastoir, zij hebbe me zoe gequelt, dat ik u maecht (dienstmeid) Jutta noemen zoude, maer ick en hebbe nyet gedaen. Na twaalf dagen mocht Jutta gaan, maar haar rechterarm was zo verwond geraakt dat ze die nooit meer kon gebruiken.
Uiteindelijk bleven bij de waterproef, met uitzondering van Peter Ceelen en één andere vrouw, alle beschuldigden in Asten drijven. Zij werden allen gemarteld, en bekenden allemaal geslachtelijke gemeenschap gehad te hebben met de duivel (in de gedaante van een man dan wel een vrouw) en tijdens heksensabatten met hem gedanst te hebben. Verder bekenden zij met behulp van vliegzalf naar verre dansplaatsen te zijn gevlogen en allerlei schadelijke toverijen aan mensen, dieren en gewassen te hebben bedreven.
Vóór de terechtstelling van de beschuldigden kwamen er mensen uit de streek om te vragen of de heks henzelf, hun kinderen, dieren of gewassen wilde zegenen (ontheksen). Het gebeurde wel vaker dat mensen rond de tijd van de gevangenneming van de heks en zelfs nog vlak voor haar terechtstelling naar haar toe gingen, om ontheksing te eisen. Als de heks daaraan toegaf, bekende ze feitelijk dat zij de schadelijke beheksing had verricht.

## Aanklagers
De aanklagers waren de drossaard van Cranendonck (Hendrik Hovelmans), de heer van Mierlo (Erasmus van Grevenbroek) en zijn zwager, de heer van Asten (Bernard van Merode) alsmede zijn broer (Floris van Merode). De weinige goederen waarover de meeste beschuldigden beschikten, werden verbeurd verklaard en kwamen in handen van de heren. Er is reden om aan te nemen dat de heer van Asten deels uit was op confiscatie van het bezit van de beschuldigden. Er waren in Asten ook veel beschuldigden van goede naam en zelfs bemiddelde mensen. Deze laatsten konden zich voor grof geld vrijkopen. Het feit dat de pastoor van Geldrop toentertijd over Bernard van Merode sprak als over eenen schelm, tiran ende beul, bevatte mogelijk een kern van waarheid.

## Afloop
De pastoor van Mierlo was ontzet over de gang van zaken. Hij ging naar bisschop Ghisbertus Masius van 's-Hertogenbosch. Deze alarmeerde de Bossche Schepenbank. De schepenen voorkwamen dat er nog meer doodvonnissen werden uitgesproken. Het definitieve vonnis over de nog niet terechtgestelde beschuldigden, lieten de schepenen voorleggen aan een hogere rechtbank te Cuyck. Tevens werd een klacht gedeponeerd bij de Raad van Brabant te Brussel. Deze stuurde een afgevaardigde naar Den Bosch om de zaak te onderzoeken. Bernard van Merode werd op het matje geroepen. Hij vond de argumenten van de geestelijke en wereldse autoriteiten falselijck ende onrechtveerdigh, en vond dat de Raad zich niet mocht bemoeien met mich ende mijnder heerlijckheid.
Per koninklijke ordonnantie uit naam van Filips II werd de waterproef verboden. Kort daarop liet de heer van Asten degenen die nog niet terechtgesteld waren, op borgtocht vrij. De heer van Asten had aan universiteiten gestudeerd dus waarschijnlijk wist hij dat er bezwaren waren tegen de waterproef. Maar hij beriep zich op het feit dat deze in 1581 in delen van Duitsland weer was ingevoerd. Het jaar 1595 markeerde het einde van de heksenprocessen in Brabant.
De archiefstukken omtrent deze processen zijn verdwenen. Slechts een dossier in het archief van de Raad van Brabant te Brussel bleef bewaard.

## De waterproef
Bij de waterproef werden de beschuldigden geboeid in een bak met water gedaan. Als ze bleven drijven, waren ze verdacht en werden ze gemarteld (pijnlijke ondervraging). Als ze zonken werden ze vrijgelaten. Meestal zaten ze aan een touw vast om te verhinderen dat ze zouden verdrinken.
De waterproef werd in 1593 in Holland verboden. Het gezag in Brussel en den Bosch verbood de waterproef rond 1595. Men vond namelijk dat de waterproef zelf een vorm van toverij was waar de rechtspraak niet van afhankelijk mocht zijn. Ook zou hij onrecht doen aan oude en verdwaasde vrouwen en men begreep wel, dat juist deze vrouwen vaak van hekserij beschuldigd werden. In de Malleus maleficarum was rond 1480 al afgerekend met de vuurproef.